# Чудово-Новгородское
Чудово II-Новгородское — станция на новгородском направлении Санкт-Петербургского отделения Октябрьской железной дороги. Станция находится в черте города Чудово.

## История
Впервые эта станция упоминается в расписании 1917 года, как Чудово II. С 1940 года как Чудово — Новгородское, а с
1943 года Чудово II — Новгородское .

## Пригородное сообщение
Через станцию с остановкой по ней проходит одна пара электропоезда 6925/6926 сообщением Санкт-Петербург — Великий Новгород — Санкт-Петербург

### Расписание электропоездов
- Расписание электропоездов на сайте СЗППК
- Расписание пригородных поездов. Яндекс.Расписания.
- Расписание пригородных поездов на tutu.ru